# Jagdlied
Als Jagdlieder oder Jägerlieder werden Volkslieder bezeichnet, die das Thema Jagd und die Jägerschaft oder im weiteren Sinne Naturthemen, Förster, oder auch die Wilderei zum Inhalt haben. Besonders in Deutschland, Österreich und der Schweiz werden Jagdlieder zu gesellschaftlichen Anlässen gerne gesungen. Insbesondere im Rahmen des Schüsseltreibens nach den zumeist im Herbst stattfindenden Gesellschaftsjagden und bei Kneipen studentischer Jagdverbindungen sind Jagdlieder verbreitet. Neben den deutschen Jagdliedern in Hochsprache gibt es in der alpenländischen Volksmusik auch etliche in Mundart, die in Bayern und Österreich gesungen werden.
Einige Komponisten der klassischen Musik, wie etwa Schumann oder Mendelssohn schufen auch Stücke, die explizit Jagdlied betitelt wurden und nicht unter das Verständnis eines Jagdliedes als Volkslied fallen.
Fallweise wurden Jagdlieder in Schlagern persifliert, ein Beispiel dafür ist das Lied Jäger-Hosenträger von Hans Lang und Erich Meder.

## Herkunft
Wie auch die sonstigen Volkslieder können Jagdlieder ganz unterschiedliche Ursprünge haben.
Zwischen Jägerliedern und Soldatenliedern gibt es eine gegenseitige Beeinflussung. Wildgänse rauschen durch die Nacht mit seinem vordergründigen Naturthema wurde beispielsweise durch die Jugendbewegung populär und fand so auch Einzug in den Jagdliederkanon. Ein weiteres Beispiel ist Im Wald, im grünen Walde.  Auf der anderen Seite fügten sich Dichtungen, wie Hermann Löns’ Ich bin ein freier Wildbretschütz gut in die im Soldatentum häufig vorhandene Jägertradition und das damit verbundene Männlichkeitsideal ein. Im Marsch Waidmannsheil des Militärmusikers August Reckling werden die jagdlichen Lieder Im Wald und auf der Heide und Jägers Liebeslied zitiert. Der Marsch wurde 1925 in die Armeemarschsammlung aufgenommen und trug so zur Verbreitung der Lieder bei. Er wird heute noch verwendet.
Musikstücke mit jagdlichen Motiven klassischer Komponisten sind auch in das jagdliche Liedgut eingegangen. So erfreuen sich Franz Schuberts Jägers Liebeslied, Mendelssohns Abschied vom Walde und der Jägerchor aus Carl Maria von Webers Freischütz einiger Beliebtheit.
Da der Jäger ein beliebtes Märchenmotiv ist, taucht er häufig in Volksliedern auf. Dort wird er auch gerne zu Verschleierung sexueller Konnotationen verwendet. Beispiele hierfür sind Ein Jäger aus Kurpfalz und Es blies ein Jäger wohl in sein Horn. Das tut der Verwendung als Jagdlied aber keinen Abbruch.

## Bekannte Jagdlieder (Auswahl)
- Auf, auf zum fröhlichen Jagen[7]
- Ein Jäger aus Kurpfalz
- Im Wald und auf der Heide
- Wann der Auerhahn balzt
- Im grünen Wald, dort wo die Drossel singt[8]